# Гайнц Гаґ
Гайнц Гаґ (нім. Heinz Haag; 19 грудня 1918, Штутгарт - 5 квітня 1994, Райнбах) - німецький офіцер, капітан-лейтенант крігсмаріне. Кавалер Лицарського хреста Залізного хреста.

## Нагороди
- Залізний хрест 2-го і 1-го класу
- 2 бронзові  медалі «За військову доблесть» (Італія) (20 травня 1942 і 24 січня 1943)
- Німецький хрест в золоті (3 червня 1943) - як обер-лейтенант-цур-зее і командир торпедного катера «S 31» 3-ї флотилії торпедних катерів.
- Лицарський хрест Залізного хреста (25 листопада 1944) - як обер-лейтенант-цур-зее і командир торпедного катера «S 60» 3-ї флотилії торпедних катерів.